# 蚊里田八幡宮
蚊里田八幡宮(かりたはちまんぐう)は、長野県長野市に鎮座する神社である。若槻荘の総鎮守とされていた。

## 由緒
源義隆(若槻義隆)が父の源義家より継承した霊石の鎮懐石を神体として納めて当社を創建した。社殿は正徳年間と文久2年（1862年）に再建された。

## 例祭
春季例大祭では、神楽舞や子供相撲の奉納などが催されにぎわいみせる。

## 文化財
桜井土音の句碑
桜井土音(1887年-1964年)は、大正時代の俳人。若槻村の出身。高橋雁徳庵より俳句の手ほどきを受けて『ホトトギス』に投稿をし、農家の身近な日常などを題材とした作風から「土の俳人」と称されていた。
土俵
例大祭で、子供相撲の奉納が執り行われる。

## 交通
- しなの鉄道北しなの線 三才駅より長電バス 63・64系統（長野駅行き）で上松五差路にて下車し乗り換え、上松五差路より長電バス 62系統に乗り継いで蚊里田神社前停留所にて下車。
- しなの鉄道北しなの線 三才駅より徒歩で45分（約3km）。
- 長野駅より長電バス 62系統で蚊里田神社前にて下車(長電バス)。